# V.I.P.
V.I.P. es el título de una serie de televisión alemanoestadounidense, que fue producida entre 1998 y 2002. Está basada en una idea de J. F. Lawton, tiene 4 temporadas y 88 episodios. 
Es la primera serie, en la que Pamela Anderson tuvo su primer papel protagonista en televisión tras haberse dado a conocer en Los vigilantes de la playa (1989–2001). También fue productora ejecutiva.

## Argumento
Vallery Irons es una atractiva chica de provincias, que decide buscar su oportunidad en Los Ángeles. Sin embargo su “carrera en Hollywood” comienza inicialmente en un bar donde vende perritos calientes con su mejor amiga Maxine. Un día aparece un cliente destacado, el famoso actor Brad Cliff, que rápidamente invita a Vallery al estreno de una película. Cuando de repente un asesino loco apunta con su pistola a Brad, Vallery rápidamente se agacha y acaba con el atacante. Eso causa a que tenga de pronto una reputación de guardaespaldas dura y resuena así también en todos los medios. Los cuatro guardaespaldas reales, Tasha, Nikki, Kay y Quick, le ofrecen entonces la dirección de la exclusiva agencia de guardaespaldas “Vallery Irons Protection” (V.I.P.). El trato es simple: Vallery se viste lujosamente, conduce un elegante convertible, vive en un ático y se supone que solo representa y atrae clientes, ¡porque odia las armas!. Sin embargo las cosas resultan completamente diferentes, cuando el terrorista Nasar amenaza la vida de su primer cliente, Brad Cliff. Vallery tiene entonces que recurrir al arma de fuego más rápido de lo que le gustaría.
Sin embargo, aun así Val puede actuar positivamente al respecto e incluso con el tiempo convertirse en una colega capaz, mientras que, durante el transcurso de la serie, el experto en artes marciales y ex actor de acción Johnny también se une al equipo.

## Reparto
| Actor           | Personaje           | Notas                                                   |
| --------------- | ------------------- | ------------------------------------------------------- |
| Pamela Anderson | Valerie 'Val' Irons | Figura decorativa; 88 episodios                         |
| Molly Culver    | Tasha Dexter        | Guardaespaldas; 88 episodios                            |
| Natalie Raitano | Nikki Franco        | Guardaespaldas; 88 episodios                            |
| Shaun Baker     | Quick Williams      | Guardaespaldas; 88 episodios                            |
| Leah Lail       | Kay Simmons         | Guardaespaldas; 88 episodios                            |
| Angelle Brooks  | Maxine de la Cruz   | Amiga de Valerie; 75 episodios                          |
| Dustin Nguyen   | Johnny Loh          | Guardaespaldas a partir de la temporada 3; 62 episodios |

## Producción
La serie de televisión V.I.P. fue filmada en Beverly Hills y en San Diego. Ambos lugares están en el estado de California, Estados Unidos.

## Recepción
A pesar de ser despedazada sin piedad por la crítica, la serie contó con el favor del público y logró mantenerse así cinco años en antena.